# Muong (langue)
Pour les articles homonymes, voir Muong.
Le muong (autonyme : Thiểng Mường ;  en vietnamien : Tiếng Mường) est une langue parlée au nord du Viêt Nam par les Muongs. Elle est proche du vietnamien, avec laquelle elle fait partie du groupe dit des langues viêt-muong de la famille des langues austroasiatiques. Les deux langues ont environ 75 % de leur vocabulaire de base commun. Le muong a aussi un système de 5 ou 6 tons homologue à celui du vietnamien, qui recourt à des types de phonation spécifiques. Le muong a par ailleurs fait de nombreux emprunts au langues chinoises et aux langues tai. Ceci semble indiquer que les deux langues se sont séparées des autres langues môn-khmer durant le Ier millénaire apr. J.-C., pendant que la région était sous domination chinoise.
Le muong s'écrit dans une version modifiée de l'alphabet vietnamien chữ quốc ngữ